# Catocala zalmunna
Catocala zalmunna là một loài bướm đêm trong họ Erebidae.